# Блумвил (Охајо)
Блумвил (енгл. Bloomville) град је у америчкој савезној држави Охајо.

## Демографија
По попису из 2010. године број становника је 956, што је 89 (-8,5%) становника мање него 2000. године.
| Група             | 2000.         | 2010.       |
| Белци             | 1.001 (95,8%) | 920 (96,2%) |
| Афроамериканци    | 4 (0,4%)      | 2 (0,2%)    |
| Азијати           | 0 (0,0%)      | 0 (0,0%)    |
| Хиспаноамериканци | 32 (3,1%)     | 20 (2,1%)   |
| Укупно            | 1.045         | 956         |